# Chick Sitimani, Bagalkot
Chick Sitimani là một làng thuộc tehsil Bagalkot, huyện Bagalkot, bang Karnataka, Ấn Độ.